# Клочеве
Кло́чеве — село в Україні, у Коростенській територіальній громаді Коростенського району Житомирської області. Населення становить 190 осіб (2001).

## Населення

### Мова
Розподіл населення за рідною мовою за даними перепису 2001 року:
| Мова       | Кількість | Відсоток |
| ---------- | --------- | -------- |
| українська | 188       | 98.95 %  |
| російська  | 2         | 1.05 %   |
| Усього     | 190       | 100 %    |

## Історія
12 червня 2020 року, відповідно до розпорядження Кабінету Міністрів України № 711-р «Про визначення адміністративних центрів та затвердження територій територіальних громад Житомирської області», територію та населені пункти Кожухівської сільської ради включено до складу Коростенської міської територіальної громади Коростенського району Житомирської області.